# Málaga (Colombia)
Málaga è un comune della Colombia facente parte del dipartimento di Santander.
L'abitato venne fondato da Jerónimo de Aguayo nel 1542.